# ملكة الحجر الصحي
ملكة الحجر الصحي هي المسرحية الموسعة الرابعة للمغني و كاتب الأغاني و الممثل تودريك هول. المستوحى من جائحة كورونا، تم كتابة الالبوم و تسجيله و انتاجه بواسطة هول في الأسبوع الذي سبق إصداره في 29 نيسان 2020.  تم اصدار فيديو كليب لأغنية "Mask, Gloves, Soap, Scrubs" في نفس اليوم. 

## تعبير
يتضمن EP ست أغنيات عن الحياة في عصر COVID- 19 . المسار الأول هو "Mas(k)ot"، وهو محاكاة ساخرة لأغنية " Bootylicious " لفرقة Destiny's Child والتي تسلط الضوء على جميع الأحداث التي تم إلغاؤهابسبب الفيروس. يتضمن موضوعًا للتشجيع ويضم جيري هاريس من مسلسل Cheer على Netflix .  "Tiktok" هو تطبيق يحمل نفس الاسم . تدور أحداث فيلم "Meow" حول البرنامج التلفزيوني Tiger King ، والذي اشتهر بشعبيته خلال الوباء. "Mask, Gloves, Soap, Scrubs" هي محاكاة ساخرة لأغنية Hall " Nails, Hair, Hips, Heels " من Haus Party، الجزء الأول
بعد القاء القبض على جيري هاريس في سبتمبر 2020 بتهمة تحريض القاصرين على ممارسة الجنس، تمت إزالة اغنية Mas(k)ot من جميع منصات البث و متاجر التنزيل.[بحاجة لمصدر]</link>

## قائمة المسار
كل الأغاني تمت كتابتها و انتاجها بواسطة تودريك هول: 
| #  | عنوان                               | المدة |
| -- | ----------------------------------- | ----- |
| 1. | "Mas(k)ot" (featuring Jerry Harris) | 2:56  |
| 2. | "Werk Out"                          | 3:32  |
| 3. | "Rent"                              | 2:55  |
| 4. | "Tiktok"                            | 2:07  |
| 5. | "Meow" (featuring Rhea Litre)       | 3:04  |
| 6. | "Mask, Gloves, Soap, Scrubs"        | 3:58  |